# Ruská Nová Ves
Ruská Nová Ves és un poble i municipi d'Eslovàquia. Es troba a la regió de Prešov, al nord del país.

## Història
La primera referència escrita de la vila data del 1423.

## Demografia
| Godina             | 1994 | 2004    | 2014    | 2024    |
| ------------------ | ---- | ------- | ------- | ------- |
| Nombre de persones | 851  | 993     | 1175    | 1398    |
| Diferència         |      | +16,68% | +18,32% | +18,97% |

| Godina             | 2023 | 2024   |
| ------------------ | ---- | ------ |
| Nombre de persones | 1390 | 1398   |
| Diferència         |      | +0,57% |